# Mammillaria columbiana
Mammillaria columbiana är en kaktusväxtart som beskrevs av Salm-dyck. Mammillaria columbiana ingår i släktet Mammillaria och familjen kaktusväxter.

## Underarter
Arten delas in i följande underarter:
- M. c. columbiana
- M. c. yucatanensis